# Simple (album)
 (mai 2023).
Si vous disposez d'ouvrages ou d'articles de référence ou si vous connaissez des sites web de qualité traitant du thème abordé ici, merci de compléter l'article en donnant les références utiles à sa vérifiabilité et en les liant à la section « Notes et références ».
Pour les articles homonymes, voir Simple.
Albums de Michel Rivard
Bonsoir... mon nom est toujours Michel Rivard et voici mon album quadruple
(1998) Confiance
(2006)
Simple est un album de Michel Rivard édité au Québec en 2004 par Audiogram.

## Titres
| No  | Titre                                                            | Durée |
| --- | ---------------------------------------------------------------- | ----- |
| 1.  | La p'tite vie                                                    |       |
| 2.  | Rive-sud                                                         |       |
| 3.  | Histoire d'hiver                                                 |       |
| 4.  | Je suis un sacripant (avec Marc Déry)                            |       |
| 5.  | Duncan                                                           |       |
| 6.  | Les chemins de gravelle                                          |       |
| 7.  | L'oubli (avec Marie-Christine Trottier)                          |       |
| 8.  | J'ferme pas juste                                                |       |
| 9.  | La guitare de Jérémie (avec Patrick Normand)                     |       |
| 10. | Une femme à la mer                                               |       |
| 11. | La foca (La Complainte du phoque en Alaska) (version en italien) |       |
| 12. | Le retour de Don Quichotte                                       |       |
| 13. | Le privé (avec Ariane Moffatt)                                   |       |
| 14. | Tout simplement jaloux                                           |       |
| 15. | Un trou dans les nuages                                          |       |
| 16. | Martin de la chasse-galerie (avec Michel Faubert)                |       |
| 17. | Je voudrais voir la mer                                          |       |